# Léon Cornil
Léon Eugène Cornil (Elsene, 7 november 1882 - Brussel, 19 november 1962) was een Belgisch magistraat, rechtsgeleerde en hoogleraar aan de Université libre de Bruxelles. Van 1944 tot 1953 was hij procureur-generaal bij het Hof van Cassatie.

## Biografie

### Familie
Léon Cornil was een zoon van Modeste Cornil, raadsheer in het Hof van Cassatie en hoogleraar aan de Université libre de Bruxelles, en een broer van Georges Cornil, hoogleraar aan de Université libre de Bruxelles.
Hij trouwde in 1905 in Brussel met Marguerite Anspach (1883-1983), dochter van Armand Anspach, advocaat en volksvertegenwoordiger, kleindochter van Eugène Anspach en Albert Puissant, en achterkleindochter van Louis Deswert. Ze kregen twee zoons en een dochter. Zijn zoon Maurice trad in zijn voetsporen en werd advocaat en hoogleraar. Hij was een oom van Louis Cornil.

### Carrière
Cornil promoveerde tot doctor in de rechten aan de Université libre de Bruxelles, waar hij aanvankelijk burgerlijk recht doceerde samen met Eugène Hanssens en René Marcq. Hij doceerde als gewoon hoogleraar ook meer dan twintig jaar strafrecht en strafprocesrecht. Van 1936 tot 1945 doceerde hij tevens criminologie. Hij was de belangrijkste promotor van dit onderdeel van de strafwetenschap en wilde de verschijnselen die verband houden met misdaad bestuderen via andere disciplines dan het recht. In 1935 richtte Cornil de École de criminologie op, die na de Tweede Wereldoorlog werd omgedoopt tot de École des sciences criminologiques Léon Cornil. Naast zijn onderwijstaken speelde hij een belangrijke rol binnen de Brusselse universiteit en haar bestuursorgaan. Hij werd er in 1936 benoemd tot ondervoorzitter en in 1939 herkozen in deze functie en bovendien als permanent lid van de raad van bestuur.
Na zijn rechtenopleiding werd hij tevens advocaat. In 1905 begon hij als stagiair-advocaat aan de balie van Brussel, vervolgens werd hij stagiair bij het Brusselse parket. In 1909 werd Cornil substituut van de procureur des Konings in Brussel. In november 1918 werd hij kabinetschef van minister van Justitie Emile Vandervelde, een functie die hij tot november 1919 uitoefende. Vervolgens werd hij achtereenvolgens:
- 1919: substituut van de procureur-generaal bij het hof van beroep in Brussel,
- 1922: procureur des Konings in Brussel,
- 1928: procureur-generaal bij het hof van beroep in Brussel,
- 1940: eerste advocaat-generaal bij het Hof van Cassatie.

Vanwege zijn grote aanzien in het Belgische strafrecht had Cornil invloed in wetgeving inzake strafrecht. Zo speelde hij een rol bij de totstandkoming van verschillende wetten, waaronder:
- de wet van 7 april 1919 tot instelling van rechterlijke officieren en agenten bij de parketten,
- de wet van 23 augustus 1919 op de voorlopige hechtenis, de verzachtende omstandigheden en de deelneming der jury aan de toepassing der straffen,
- de wet van 25 oktober 1919 tot tijdelijke wijziging van de rechterlijke inrichting en van de rechtspleging voor de hoven en rechtbanken,
- de wet van 9 april 1930 tot bescherming van de abnormalen, gewoontemisdadigers en plegers van bepaalde seksuele strafbare feiten.

### Tweede Wereldoorlog
Na het vertrek van Adolphe Gesché in 1942 zou Cornil tot procureur-generaal bij het Hof van Cassatie benoemd worden. Een Duitse ordonnantie verbood hem echter een publieke functie uit te oefenen. Hij zag zich dan ook genoodzaakt zijn functie aan het Hof op te schorten tot het einde van de bezetting. Tijdens de bezetting namen advocaten-generaal Raoul Hayoit de Termicourt en Roger Janssens de Bisthoven de facto de leiding over het gerechtelijk apparaat over.
In zijn hoedanigheid van vicevoorzitter van de raad van bestuur van de Université libre de Bruxelles nam hij samen met René Marcq op 25 november 1941 de beslissingen de lessen aan de universiteit stop te zetten. Dit was een antwoord op de Duitse wens om de universiteit te verduitsen en leverde hem een opsluiting in de citadel van Hoei van december 1941 tot maart 1942 op. Cornil werd voor de tweede keer gearresteerd en opgesloten in de gevangenis van Sint-Gillis omdat hij een fonds had opgericht om arme magistraten die door de nazi's van hun post waren ontslagen bij te staan.

### Na de oorlog
Na de bezetting was Cornil van 1944 tot 1953 procureur-generaal bij het Hof van Cassatie.

### Overige activiteiten
Cornil was lid van verschillende wetenschappelijke instellingen en verenigingen, waaronder de Association des anciens diplômés de la faculté de droit et de criminologie, het Institut Jules Bordet, de Académie royale des sciences, des lettres et des beaux-arts de Belgique en de Académie royale des lettres et des sciences morales et politiques.

## Eerbetoon
Bij koninklijk besluit van 31 december 1953 werd Cornil het Grootlint van de Leopoldsorde toegekend. Hij ontving ook tweemaal adellijke brieven voor de titel van burggraaf, die hij telkens weigerde.